# Podgore, Vidin
Podgore (în bulgară Подгоре) este un sat în comuna Makreș, regiunea Vidin,  Bulgaria. 

## Demografie
Componența etnică a satului Podgore
     Bulgari (98,12%)
     Nicio identificare (1,87%)
     Altele (0%)
La recensământul din 2011, populația satului Podgore era de 267 locuitori. Din punct de vedere etnic, majoritatea locuitorilor (98,12%) erau bulgari. Pentru 1,87% din locuitori nu este cunoscută apartenența etnică.